# Jessica O’Connell

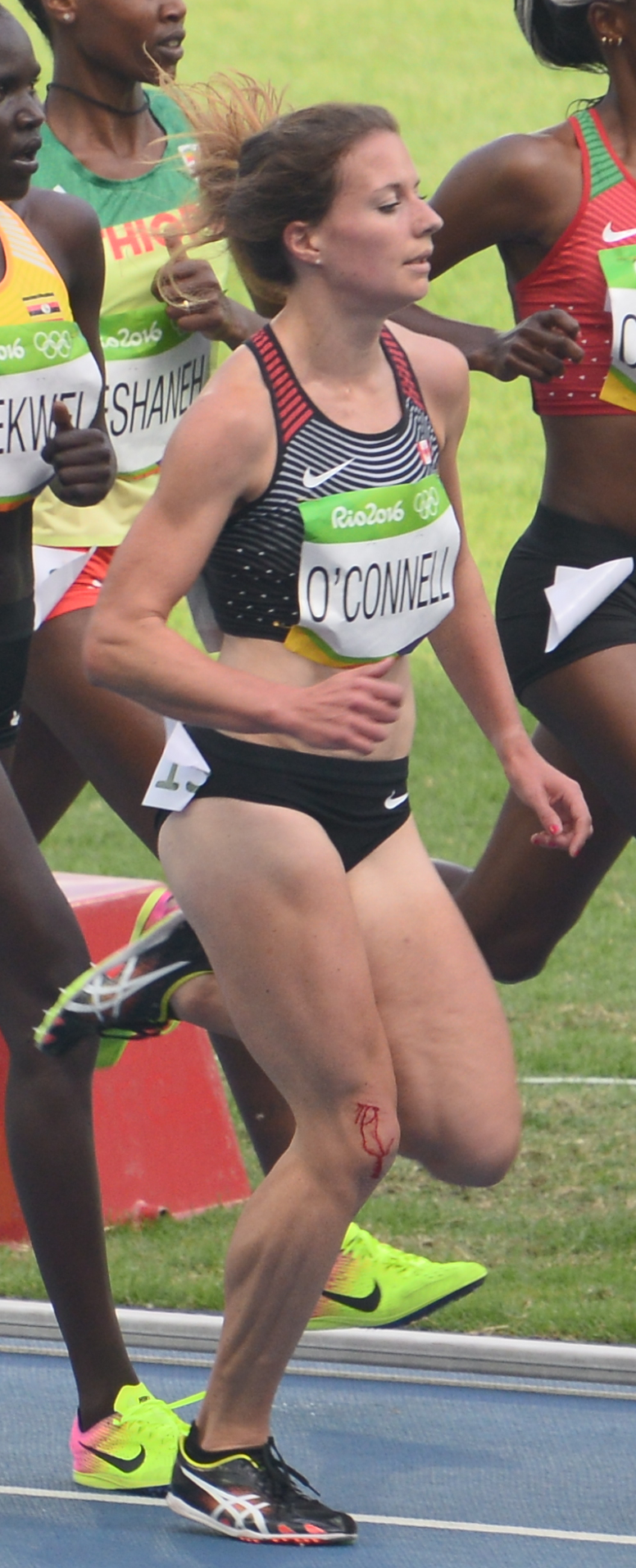
Jessica O’Connell

Jessica O’Connell (* 10. Februar 1989) ist eine kanadische Langstreckenläuferin.
2014 wurde sie bei den Commonwealth Games in Glasgow Zehnte über 5000 Meter und beim Leichtathletik-Continentalcup in Marrakesch Siebte über 3000 Meter.
Bei den Panamerikanischen Spielen 2015 in Toronto kam sie über 5000 Meter über den siebten Platz. 2016 qualifizierte sie sich über 5000 Meter für die Olympischen Spiele in Rio de Janeiro, bei denen sie aber nicht über ihren Vorlauf hinauskam. 2017 gewann sie bei den Weltstudentenspielen in Taipeh die Silbermedaille über 5000 Meter hinter der Deutschen Hanna Klein. Bei den Panamerikanischen Spielen 2019 in Lima gewann sie in 15:36,08 min über 5000 Meter die Silbermedaille.
2014 und 2019 wurde sie Kanadische Meisterin über 5000 Meter.

## Persönliche Bestzeiten
- 1500 m: 4:10,61 min, 21. Juni 2019, Burnaby
- 1 Meile: 4:30,75 min, 10. Juli 2014, Burnaby
- 3000 m: 8:46,86 min, 16. Juli 2018, Cork
  - Halle: 8:46,50 min, 16. Februar 2019, New York City
- 5000 m: 15:06,44 min, 2. Mai 2015, Palo Alto